# Киркленд (Квебек)
Киркленд — город в провинции Квебека, Канада. Расположен к юго-западу от Монреаля. Он был назван так в честь врача, канадского политического деятеля Шарль-Эме Киркленда, выступающего в качестве либерального депутата Законодательного Собрания Квебека в провинциальном избирательном округе Жак-Картье, с 1939 до своей смерти в 1961 году.

## История
В начале шестидесятых годов город был разделен на две части, в результате строительства автомагистрали транс-Канада, которая пересекает остров Монреаль с востока на запад и совпадает с участком автодороги Félix-Leclerc. Динамизм города к тому времени оказывается значительно измененным и обеспечивает развитие крупного промышленного парка, приносящего значительную прибыль для города и его жителей. Другие географические районы города сохраняются для развития жилых районов.
В 2002 году город и несколько других автономных муниципальных образований острова Монреаля были объединены в большом городе. Это объединение, устроенное законопроектом квебекской Партии, бывшей тогда у власти, будет оспорено на референдуме, который позволил городу восстановиться от 1 января 2006.

## Демография
| 1966 | 1971 | 1976 | 1981  | 1986  | 1991  | 1996  | 2001  | 2006  | 2011  |
| ---- | ---- | ---- | ----- | ----- | ----- | ----- | ----- | ----- | ----- |
| 659  | 2920 | 7476 | 10476 | 13376 | 17495 | 18678 | 20434 | 20491 | 21253 |

| Язык                     | Население | Процентное отношение (%) |
| ------------------------ | --------- | ------------------------ |
| Английский               | 9 185     | 44,9 %                   |
| Французский              | 4 850     | 23,7 %                   |
| Английский и Французский | 335       | 1,6 %                    |
| Другие языки             | 6,090     | 29,8 %                   |

## Политика
Город разделен на восемь районов, каждый из которых представлен своим советником в мэрии. Мэром Киркленда в настоящее время является Мишель Гибсон (Michel Gibson).
Члены городского совета :
1. Michael Brown (District 1 - Timberlea)
2. Luciano Piciacchia (District 2 - Holleuffer)
3. Tony Di Gennaro (District 3 - Brunswick)
4. Domenico Zito (District 4 - Lacey Green West)
5. Brian Swinburne (District 5 - Lacey Green East)
6. John Morson (District 6 - Canvin)
7. Paul Dufort (District 7 - St. Charles)
8. André Allard (District 8 - Summerhill)

## Культура отдых
Группа Инди-рока The Vare, Киркленда, запускает сингл "The Way You Were", с композицией Body Heat. Она состоит из вокалиста и ударника Mikey Desjardins, клавишника Gabriel Dennis, басиста Jeffrey Lumbe и гитариста Lucas Libatore.
```
Публичная библиотека
```

Библиотека Киркленда имеет внушительное собрание томов (более 80,000) на французском и английском языках для взрослых, подростков и детей. Библиотека также предлагает онлайн поиск в базе данных, детские и взрослые программы, компьютерные залы, беспроводной доступ в Интернет, межбиблиотечный абонемент, ксерокопирование и заказанные книги.
```
Парки и спортивные площадки
```

Спортивные комплекс Киркленда имеет крытый спортивный зал, который предлагает бадминтон, баскетбол, хоккей на полу, волейбол и другие крытые виды спорта. А также арена для хоккея, рингетта, произвольной программы или фигурного катания.
Вокруг города есть несколько открытых центров для футбола, бейсбола, тенниса, баскетбола, пляжного волейбола, ледовые катки, а также 5 километровая велосипедная дорожка.
Есть также "поливалка"(splash pad) - аттракцион в аквапарке, общий бассейн, предлагаемые в этом городе. Splash pad и общественные бассейны дают возможность молодым и пожилым людям испытать радости плавания.  
```
Особые мероприятния
```

День Киркленда, который проходит в середине июня, большой открытый ежегодный фестиваль, празднующий инаугурацию города Киркленд 24 марта 1961 г. Первый день Киркленда состоялся 20 июня 1970 г. С тех пор жители Киркленда  выходят в большом количестве каждый год, чтобы отпраздновать город вместе.
Другие события в городе:
- Зимний Карнавал
- Мини-Олимпийские Игры
- Kirkland Food Drive
- Рождественские мероприятия